# Pseudanthias
Pseudanthias ist eine Fischgattung aus der Gruppe der Fahnenbarsche (Anthiadidae), die in den Korallenriffen des tropischen Indopazifiks vorkommt.

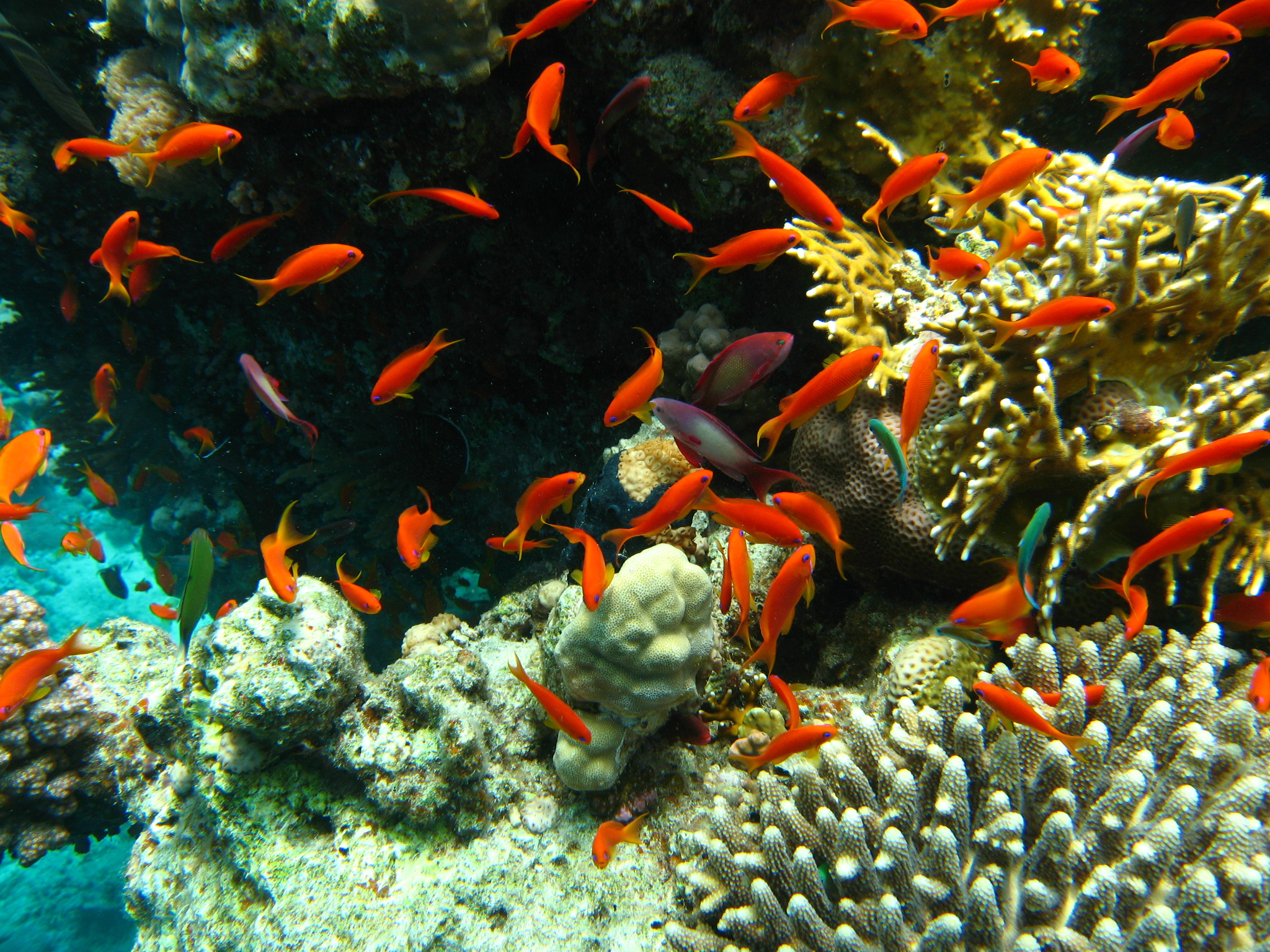
Schwarm des Juwelen-Fahnenbarsches (P. squamipinnis) in einem Korallenriff im Roten Meer

## Merkmale
Die Fische haben einen länglich ovalen Körper von rötlicher, oranger, violetter, gelber oder grünlicher Farbe. Es besteht ein deutlicher Geschlechtsunterschied hinsichtlich der Größe und der Färbung von Männchen und Weibchen. Zwischen hart- und weichstrahligem Abschnitt ist die über dem Kiemendeckel beginnende Rückenflosse nicht eingebuchtet. Die Form der Schwanzflosse unterscheidet sich bei den verschiedenen Arten und geschlechtsspezifisch. Sie kann eingebuchtet, mehr oder weniger tief gegabelt oder leierförmig sein. Bei den Männchen einiger Arten sind die äußeren Flossenstrahlen der Schwanzflosse filamentartig ausgezogen. Die Seitenlinie ist vollständig und verläuft 2½ bis 6 Schuppenreihen unterhalb des Rückenprofils. Die Kiefer sind mit kleinen, schlanken und konischen Zähnen und wenigen größeren Fangzähnen besetzt. Der Gaumen (Palatinum und Vomer) ist ebenfalls bezahnt. Das bezahnte Gaumenfeld ist dreieckig, oval oder winkelig mit abgerundeten Ecken. Der Kiemendeckel hat 3 flache Stacheln (Ausnahme P. evansi, 2 Stacheln). Der senkrechte Rand des Präoperculums ist gesägt, wobei die Anzahl der Zähne von 12 bei Jungfischen im Laufe des Wachstums auf über 40 zunehmen kann.
- Flossenformel: Dorsale X(XI)/15—18; Anale III/6—8, Pectorale 16—21, Ventrale I/5.
- Schuppenformel: SL 36—64.
- Wirbel: 11+15 oder 10+16.
- Branchiostegalstrahlen 7.

## Lebensweise
Pseudanthias-Arten leben in großen Schwärmen in Korallen- und Felsriffen in Tiefen von 10 bis 300 Metern und ernähren sich von kleinen planktonischen Organismen. Bei drohender Gefahr verschwindet der ganze Schwarm blitzschnell zwischen den Korallen. Innerhalb der Schwärme gibt es Haremsgruppen, die aus einem großen, dominanten Männchen und mehreren kleineren und andersfarbigen Weibchen bestehen. Das Männchen verteidigt ein kleines Revier und seine Weibchen  gegenüber rivalisierenden Männchen und laicht mit den Weibchen. Die meisten daraufhin untersuchten Pseudanthias-Arten sind proterogyne Hermaphroditen. Werden Jungfische geschlechtsreif, so nehmen sie zunächst das weibliche Geschlecht an. Wird das Männchen von einem Raubfisch gefressen, so wandelt sich eines der größeren Weibchen innerhalb einer oder zwei Wochen in ein Männchen um und nimmt das äußere Erscheinungsbild und die Färbung der Männchen an.

## Systematik
Die Gattung Pseudanthias wurde im Jahr 1871 durch den niederländischen Ichthyologen Pieter Bleeker eingeführt. Die Typusart ist Anthias pleurotaenia, 1857 ebenfalls durch  Bleeker beschrieben.  Die Gattung Mirolabrichthys, im Jahr 1927 durch den amerikanischen Ichthyologen Albert William Herre aufgestellt, galt einige Zeit als Synonym von Pseudanthias, wurde im Januar 2022 aber revalidiert.
Das folgende Kladogramm zeigt die Verwandtschaftsverhältnisse zwischen der Gattung Pseudanthias und den nah verwandten Gattungen.
|  | Pseudanthias + Tosana |
|  |                       |
|  | Pyronotanthias        |
|  |                       |

|  | Mirolabrichthys |
|  |                 |
|  | Nemanthias      |
|  |                 |

|  | Pseudanthias + Tosana |
|  |                       |
|  | Pyronotanthias        |
|  |                       |

|  | Mirolabrichthys |
|  |                 |
|  | Nemanthias      |
|  |                 |

|  | Pseudanthias + Tosana |
|  |                       |
|  | Pyronotanthias        |
|  |                       |

|  | Mirolabrichthys |
|  |                 |
|  | Nemanthias      |
|  |                 |

|  | Pseudanthias + Tosana |
|  |                       |
|  | Pyronotanthias        |
|  |                       |

|  | Mirolabrichthys |
|  |                 |
|  | Nemanthias      |
|  |                 |

|  | Pseudanthias + Tosana |
|  |                       |
|  | Pyronotanthias        |
|  |                       |

|  | Mirolabrichthys |
|  |                 |
|  | Nemanthias      |
|  |                 |

|  | Pseudanthias + Tosana |
|  |                       |
|  | Pyronotanthias        |
|  |                       |

|  | Mirolabrichthys |
|  |                 |
|  | Nemanthias      |
|  |                 |

|  | Pseudanthias + Tosana |
|  |                       |
|  | Pyronotanthias        |
|  |                       |

|  | Mirolabrichthys |
|  |                 |
|  | Nemanthias      |
|  |                 |

|  | Pseudanthias + Tosana |
|  |                       |
|  | Pyronotanthias        |
|  |                       |

|  | Mirolabrichthys |
|  |                 |
|  | Nemanthias      |
|  |                 |

|  | Pseudanthias + Tosana |
|  |                       |
|  | Pyronotanthias        |
|  |                       |

|  | Mirolabrichthys |
|  |                 |
|  | Nemanthias      |
|  |                 |

|  | Pseudanthias + Tosana |
|  |                       |
|  | Pyronotanthias        |
|  |                       |

|  | Mirolabrichthys |
|  |                 |
|  | Nemanthias      |
|  |                 |

|  | Pseudanthias + Tosana |
|  |                       |
|  | Pyronotanthias        |
|  |                       |

|  | Mirolabrichthys |
|  |                 |
|  | Nemanthias      |
|  |                 |

|  | Pseudanthias + Tosana |
|  |                       |
|  | Pyronotanthias        |
|  |                       |

|  | Mirolabrichthys |
|  |                 |
|  | Nemanthias      |
|  |                 |

|  | Pseudanthias + Tosana |
|  |                       |
|  | Pyronotanthias        |
|  |                       |

|  | Mirolabrichthys |
|  |                 |
|  | Nemanthias      |
|  |                 |

|  | Pseudanthias + Tosana |
|  |                       |
|  | Pyronotanthias        |
|  |                       |

|  | Mirolabrichthys |
|  |                 |
|  | Nemanthias      |
|  |                 |

|  | Pseudanthias + Tosana |
|  |                       |
|  | Pyronotanthias        |
|  |                       |

|  | Mirolabrichthys |
|  |                 |
|  | Nemanthias      |
|  |                 |

|  | Pseudanthias + Tosana |
|  |                       |
|  | Pyronotanthias        |
|  |                       |

|  | Mirolabrichthys |
|  |                 |
|  | Nemanthias      |
|  |                 |

|  | Pseudanthias + Tosana |
|  |                       |
|  | Pyronotanthias        |
|  |                       |

|  | Mirolabrichthys |
|  |                 |
|  | Nemanthias      |
|  |                 |

|  | Pseudanthias + Tosana |
|  |                       |
|  | Pyronotanthias        |
|  |                       |

|  | Mirolabrichthys |
|  |                 |
|  | Nemanthias      |
|  |                 |

|  | Pseudanthias + Tosana |
|  |                       |
|  | Pyronotanthias        |
|  |                       |

|  | Mirolabrichthys |
|  |                 |
|  | Nemanthias      |
|  |                 |

|  | Pseudanthias + Tosana |
|  |                       |
|  | Pyronotanthias        |
|  |                       |

|  | Mirolabrichthys |
|  |                 |
|  | Nemanthias      |
|  |                 |

|  | Pseudanthias + Tosana |
|  |                       |
|  | Pyronotanthias        |
|  |                       |

|  | Mirolabrichthys |
|  |                 |
|  | Nemanthias      |
|  |                 |

|  | Pseudanthias + Tosana |
|  |                       |
|  | Pyronotanthias        |
|  |                       |

|  | Mirolabrichthys |
|  |                 |
|  | Nemanthias      |
|  |                 |

|  | Pseudanthias + Tosana |
|  |                       |
|  | Pyronotanthias        |
|  |                       |

|  | Mirolabrichthys |
|  |                 |
|  | Nemanthias      |
|  |                 |

|  | Pseudanthias + Tosana |
|  |                       |
|  | Pyronotanthias        |
|  |                       |

|  | Mirolabrichthys |
|  |                 |
|  | Nemanthias      |
|  |                 |

|  | Pseudanthias + Tosana |
|  |                       |
|  | Pyronotanthias        |
|  |                       |

|  | Mirolabrichthys |
|  |                 |
|  | Nemanthias      |
|  |                 |

|  | Pseudanthias + Tosana |
|  |                       |
|  | Pyronotanthias        |
|  |                       |

|  | Mirolabrichthys |
|  |                 |
|  | Nemanthias      |
|  |                 |

|  | Pseudanthias + Tosana |
|  |                       |
|  | Pyronotanthias        |
|  |                       |

|  | Mirolabrichthys |
|  |                 |
|  | Nemanthias      |
|  |                 |

|  | Pseudanthias + Tosana |
|  |                       |
|  | Pyronotanthias        |
|  |                       |

|  | Mirolabrichthys |
|  |                 |
|  | Nemanthias      |
|  |                 |

|  | Pseudanthias + Tosana |
|  |                       |
|  | Pyronotanthias        |
|  |                       |

|  | Mirolabrichthys |
|  |                 |
|  | Nemanthias      |
|  |                 |

|  | Pseudanthias + Tosana |
|  |                       |
|  | Pyronotanthias        |
|  |                       |

|  | Mirolabrichthys |
|  |                 |
|  | Nemanthias      |
|  |                 |

|  | Pseudanthias + Tosana |
|  |                       |
|  | Pyronotanthias        |
|  |                       |

|  | Mirolabrichthys |
|  |                 |
|  | Nemanthias      |
|  |                 |

|  | Pseudanthias + Tosana |
|  |                       |
|  | Pyronotanthias        |
|  |                       |

|  | Mirolabrichthys |
|  |                 |
|  | Nemanthias      |
|  |                 |

|  | Pseudanthias + Tosana |
|  |                       |
|  | Pyronotanthias        |
|  |                       |

|  | Mirolabrichthys |
|  |                 |
|  | Nemanthias      |
|  |                 |

|  | Pseudanthias + Tosana |
|  |                       |
|  | Pyronotanthias        |
|  |                       |

|  | Mirolabrichthys |
|  |                 |
|  | Nemanthias      |
|  |                 |

|  | Pseudanthias + Tosana |
|  |                       |
|  | Pyronotanthias        |
|  |                       |

|  | Mirolabrichthys |
|  |                 |
|  | Nemanthias      |
|  |                 |

|  | Pseudanthias + Tosana |
|  |                       |
|  | Pyronotanthias        |
|  |                       |

|  | Mirolabrichthys |
|  |                 |
|  | Nemanthias      |
|  |                 |

|  | Pseudanthias + Tosana |
|  |                       |
|  | Pyronotanthias        |
|  |                       |

|  | Mirolabrichthys |
|  |                 |
|  | Nemanthias      |
|  |                 |

|  | Pseudanthias + Tosana |
|  |                       |
|  | Pyronotanthias        |
|  |                       |

|  | Mirolabrichthys |
|  |                 |
|  | Nemanthias      |
|  |                 |

|  | Pseudanthias + Tosana |
|  |                       |
|  | Pyronotanthias        |
|  |                       |

|  | Mirolabrichthys |
|  |                 |
|  | Nemanthias      |
|  |                 |

|  | Pseudanthias + Tosana |
|  |                       |
|  | Pyronotanthias        |
|  |                       |

|  | Mirolabrichthys |
|  |                 |
|  | Nemanthias      |
|  |                 |

|  | Pseudanthias + Tosana |
|  |                       |
|  | Pyronotanthias        |
|  |                       |

|  | Mirolabrichthys |
|  |                 |
|  | Nemanthias      |
|  |                 |

|  | Pseudanthias + Tosana |
|  |                       |
|  | Pyronotanthias        |
|  |                       |

|  | Mirolabrichthys |
|  |                 |
|  | Nemanthias      |
|  |                 |

|  | Pseudanthias + Tosana |
|  |                       |
|  | Pyronotanthias        |
|  |                       |

|  | Mirolabrichthys |
|  |                 |
|  | Nemanthias      |
|  |                 |

|  | Pseudanthias + Tosana |
|  |                       |
|  | Pyronotanthias        |
|  |                       |

|  | Mirolabrichthys |
|  |                 |
|  | Nemanthias      |
|  |                 |

|  | Pseudanthias + Tosana |
|  |                       |
|  | Pyronotanthias        |
|  |                       |

|  | Mirolabrichthys |
|  |                 |
|  | Nemanthias      |
|  |                 |

|  | Pseudanthias + Tosana |
|  |                       |
|  | Pyronotanthias        |
|  |                       |

|  | Mirolabrichthys |
|  |                 |
|  | Nemanthias      |
|  |                 |

|  | Pseudanthias + Tosana |
|  |                       |
|  | Pyronotanthias        |
|  |                       |

|  | Mirolabrichthys |
|  |                 |
|  | Nemanthias      |
|  |                 |

|  | Pseudanthias + Tosana |
|  |                       |
|  | Pyronotanthias        |
|  |                       |

|  | Mirolabrichthys |
|  |                 |
|  | Nemanthias      |
|  |                 |

|  | Pseudanthias + Tosana |
|  |                       |
|  | Pyronotanthias        |
|  |                       |

|  | Mirolabrichthys |
|  |                 |
|  | Nemanthias      |
|  |                 |

|  | Pseudanthias + Tosana |
|  |                       |
|  | Pyronotanthias        |
|  |                       |

|  | Mirolabrichthys |
|  |                 |
|  | Nemanthias      |
|  |                 |

|  | Pseudanthias + Tosana |
|  |                       |
|  | Pyronotanthias        |
|  |                       |

|  | Mirolabrichthys |
|  |                 |
|  | Nemanthias      |
|  |                 |

|  | Pseudanthias + Tosana |
|  |                       |
|  | Pyronotanthias        |
|  |                       |

|  | Mirolabrichthys |
|  |                 |
|  | Nemanthias      |
|  |                 |

|  | Pseudanthias + Tosana |
|  |                       |
|  | Pyronotanthias        |
|  |                       |

|  | Mirolabrichthys |
|  |                 |
|  | Nemanthias      |
|  |                 |

|  | Pseudanthias + Tosana |
|  |                       |
|  | Pyronotanthias        |
|  |                       |

|  | Mirolabrichthys |
|  |                 |
|  | Nemanthias      |
|  |                 |

|  | Pseudanthias + Tosana |
|  |                       |
|  | Pyronotanthias        |
|  |                       |

|  | Mirolabrichthys |
|  |                 |
|  | Nemanthias      |
|  |                 |

|  | Pseudanthias + Tosana |
|  |                       |
|  | Pyronotanthias        |
|  |                       |

|  | Mirolabrichthys |
|  |                 |
|  | Nemanthias      |
|  |                 |

|  | Pseudanthias + Tosana |
|  |                       |
|  | Pyronotanthias        |
|  |                       |

|  | Mirolabrichthys |
|  |                 |
|  | Nemanthias      |
|  |                 |

|  | Pseudanthias + Tosana |
|  |                       |
|  | Pyronotanthias        |
|  |                       |

|  | Mirolabrichthys |
|  |                 |
|  | Nemanthias      |
|  |                 |

|  | Pseudanthias + Tosana |
|  |                       |
|  | Pyronotanthias        |
|  |                       |

|  | Mirolabrichthys |
|  |                 |
|  | Nemanthias      |
|  |                 |

|  | Pseudanthias + Tosana |
|  |                       |
|  | Pyronotanthias        |
|  |                       |

|  | Mirolabrichthys |
|  |                 |
|  | Nemanthias      |
|  |                 |

|  | Pseudanthias + Tosana |
|  |                       |
|  | Pyronotanthias        |
|  |                       |

|  | Mirolabrichthys |
|  |                 |
|  | Nemanthias      |
|  |                 |

|  | Pseudanthias + Tosana |
|  |                       |
|  | Pyronotanthias        |
|  |                       |

|  | Mirolabrichthys |
|  |                 |
|  | Nemanthias      |
|  |                 |

|  | Pseudanthias + Tosana |
|  |                       |
|  | Pyronotanthias        |
|  |                       |

|  | Mirolabrichthys |
|  |                 |
|  | Nemanthias      |
|  |                 |

|  | Pseudanthias + Tosana |
|  |                       |
|  | Pyronotanthias        |
|  |                       |

|  | Mirolabrichthys |
|  |                 |
|  | Nemanthias      |
|  |                 |

## Arten

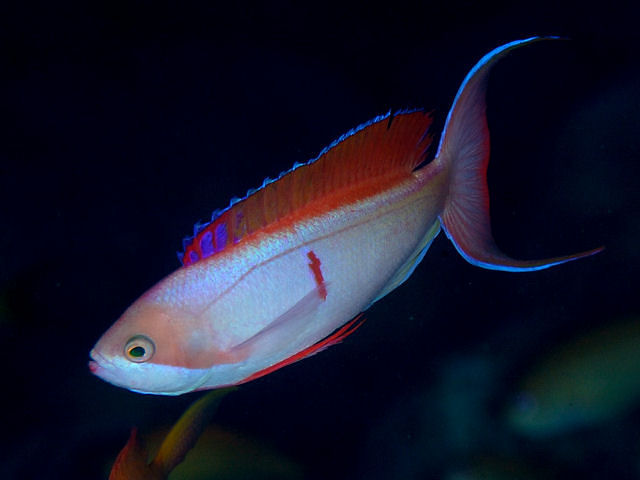
Pseudanthias cooperi

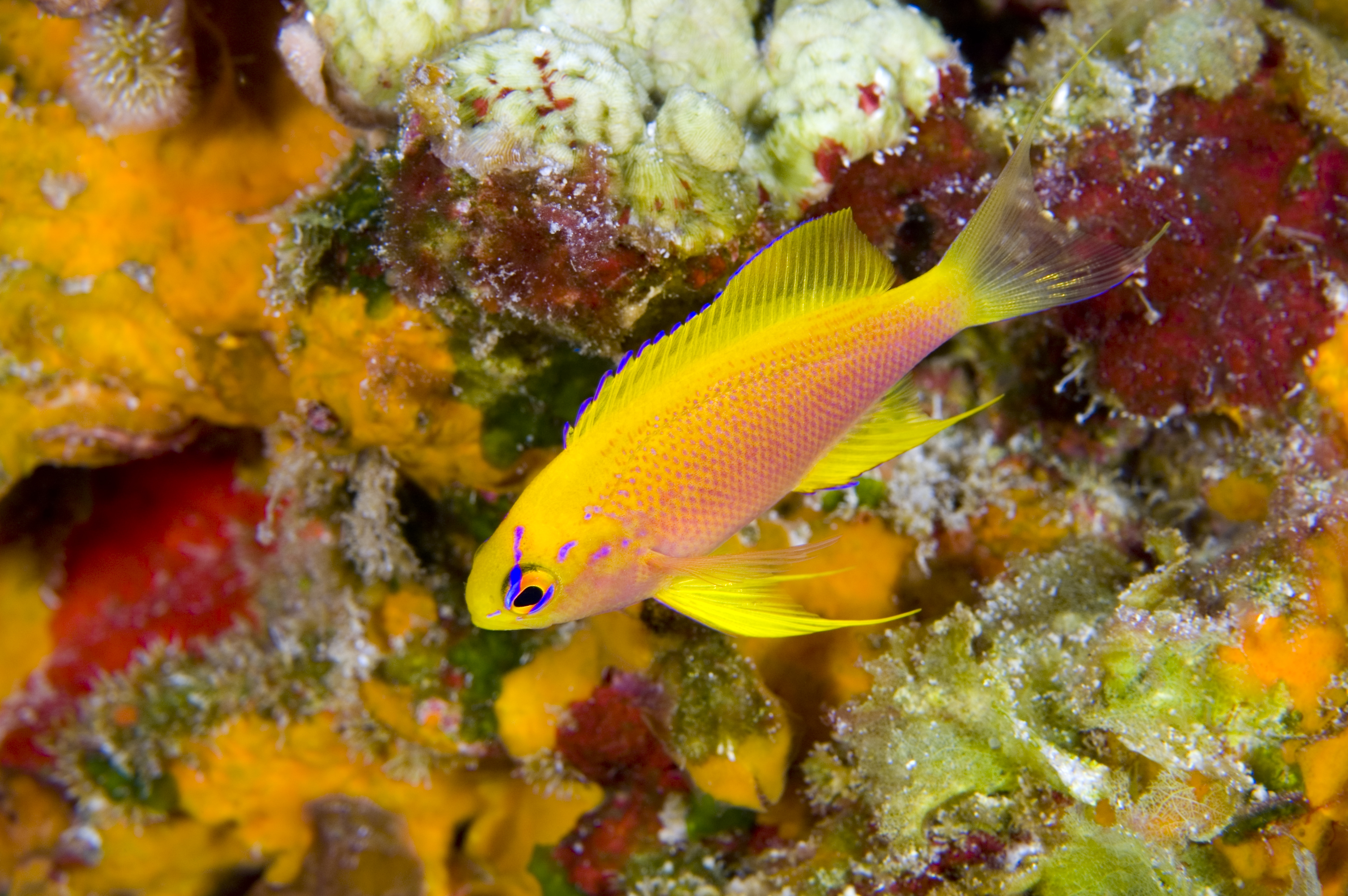
Pseudanthias hawaiiensis

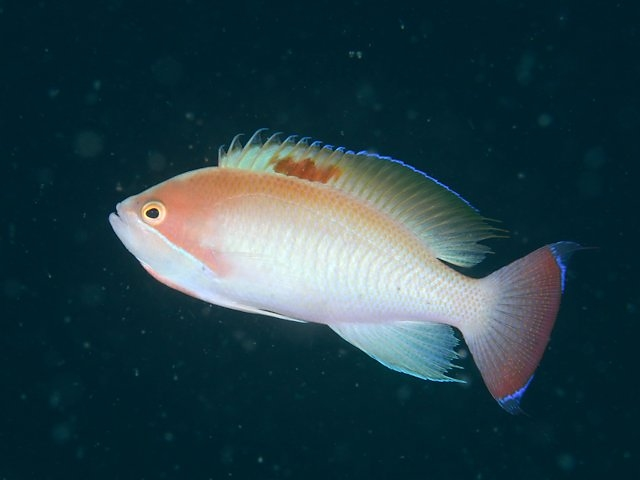
Pseudanthias hypselosoma

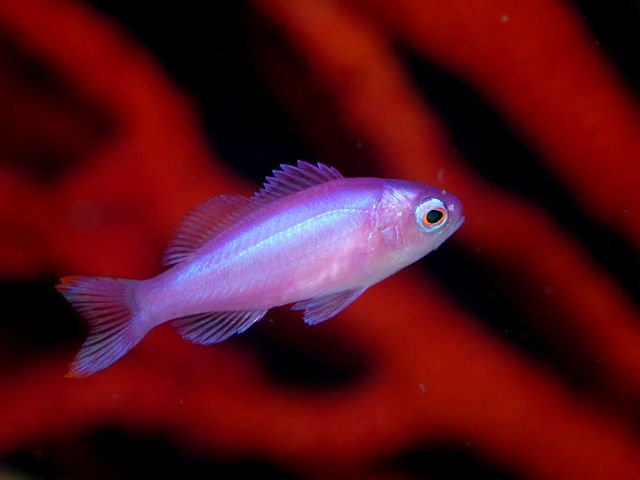
Pseudanthias pascalus

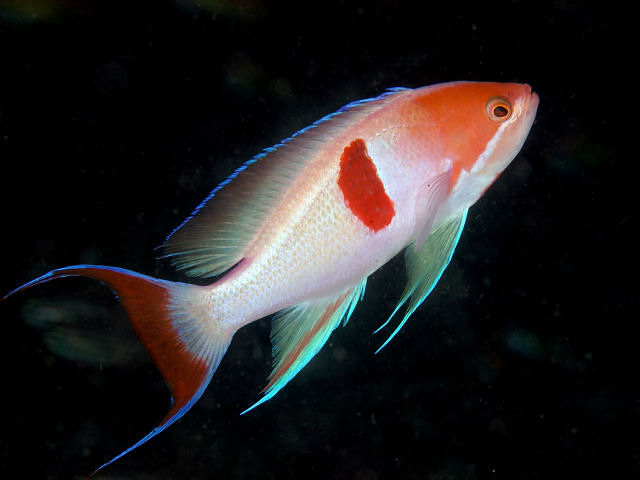
Pseudanthias rubrizonatus

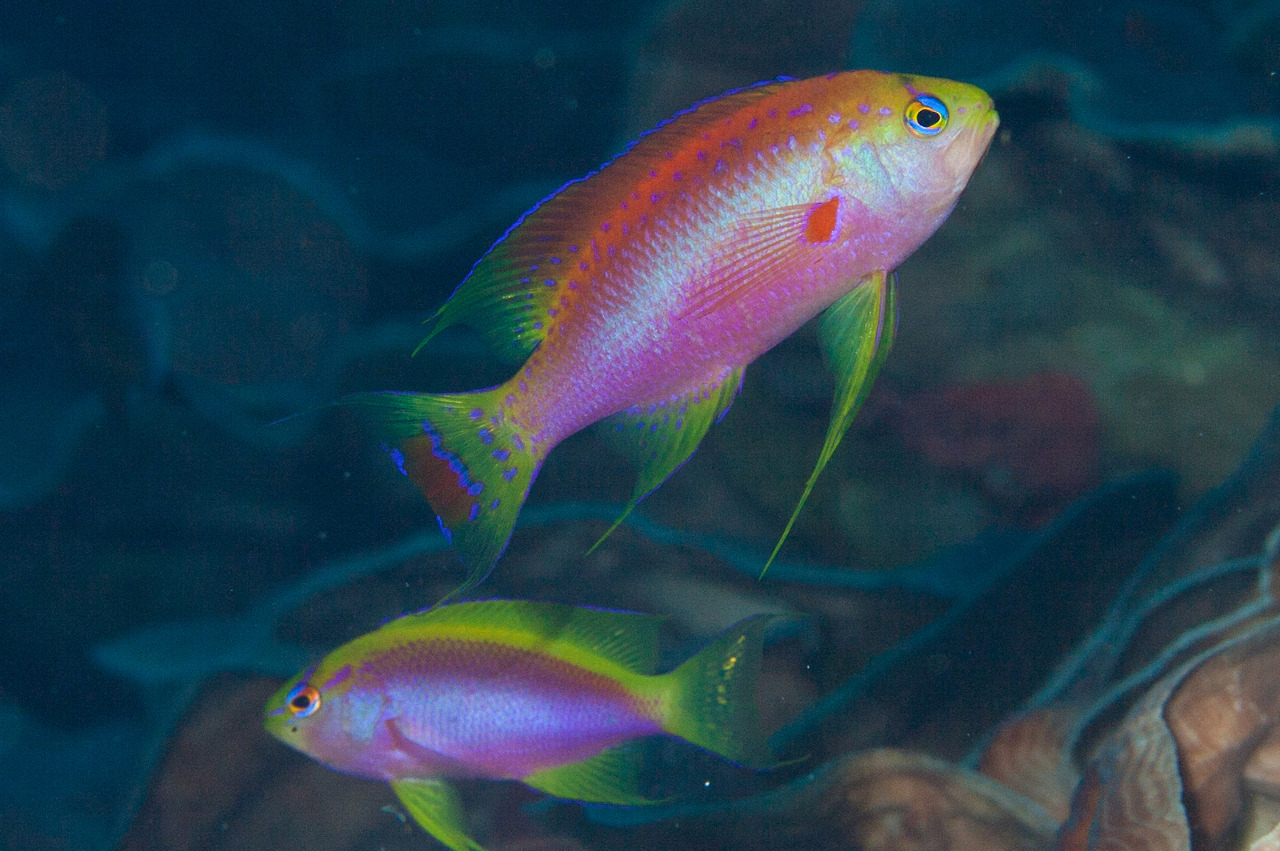
Pseudanthias ventralis

Zur Gattung Pseudanthias gehören über 50 Arten:
- Zweifleck-Fahnenbarsch (Pyronotanthias bimaculatus (Smith, 1955))
- Pseudanthias calloura Ida & Sakaue, 2001
- Pseudanthias caudalis Kamohara & Katayama 1959
- Pseudanthias charleneae Allen & Erdmann, 2008
- Pseudanthias cichlops (Bleeker, 1853)
- Pseudanthias connelli (Heemstra & Randall, 1986)
- Pseudanthias conspicuus (Heemstra, 1973)
- Coopers Fahnenbarsch (Pseudanthias cooperi (Regan, 1902))
- Pseudanthias elongatus (Franz, 1910)
- Pseudanthias emma Gill & Psomadakis, 2018
- Pseudanthias engelhardi (Allen & Starck, 1982)
- Pseudanthias flavicauda Randall & Pyle 2001
- Pseudanthias fucinus (Randall & Ralston, 1985)
- Pseudanthias georgei (Allen, 1976)
- Streifen-Fahnenbarsch  (Pseudanthias gibbosus (Klunzinger, 1884))
- Pseudanthias hangapiko Shepherd et al., 2021[7]
- Pseudanthias hawaiiensis (Randall, 1979)
- Pseudanthias heemstrai Schuhmacher, Krupp & Randall, 1989
- Pseudanthias hiva Randall & Pyle, 2001
- Grüner Fahnenbarsch (Pseudanthias huchtii (Bleeker, 1857))
- Pseudanthias hutomoi (Allen & Burhanuddin, 1976)
- Fransen-Fahnenbarsch (Pseudanthias hypselosoma Bleeker, 1878)
- Pseudanthias leucozonus (Katayama & Masuda, 1982)
- Pseudanthias lunulatus (Kotthaus, 1973)
- Pseudanthias luzonensis (Katayama & Masuda, 1983)
- Pseudanthias manadensis (Bleeker, 1856)
- Marcias Fahnenbarsch (Pseudanthias marcia Randall & Hoover, 1993)
- Pseudanthias mica Allen & Erdmann, 2012
- Pseudanthias mooreanus (Herre, 1935)
- Pseudanthias nobilis (Franz, 1910)
- Pseudanthias olivaceus (Randall & McCosker, 1982)
- Pseudanthias oumati Williams, Delrieu-Trottin & Planes, 2013
- Pseudanthias paralourgus Gill et al., 2021[5]
- Pseudanthias pictilis (Randall & Allen, 1978)
- Pseudanthias pillai Heemstra & Akhilesh, 2012
- Seitenstreifen-Fahnenbarsch (Pseudanthias pleurotaenia (Bleeker, 1857))
- Pseudanthias pulcherrimus (Heemstra & Randall, 1986)
- Randalls Fahnenbarsch (Pseudanthias randalli (Lubbock & Allen, 1978))
- Pseudanthias rubrizonatus (Randall, 1983)
- Pseudanthias rubrolineatus (Fourmanoir & Rivaton, 1979)
- Pseudanthias sheni Randall & Allen, 1989
- Juwelen-Fahnenbarsch (Pseudanthias squamipinnis (Peters, 1855))
- Rotmeer-Fahnenbarsch (Pseudanthias taeniatus (Klunzinger, 1884))
- Pseudanthias taira Schmidt, 1931
- Pseudanthias tequila Gill et al., 2017
- Pseudanthias thompsoni (Fowler, 1923)
- Pseudanthias townsendi (Boulenger, 1897)
- Pseudanthias venator Snyder, 1911
- Pseudanthias ventralis (Randall, 1979)

## Belege
1. ↑  Ewald Lieske, Robert F. Myers: Korallenfische der Welt. 1994, Jahr Verlag, ISBN 3-86132-112-2, S. 66–70.
2. 1 2  Phillip C. Heemstra u. K.V. Akhilesh: Review of the anthiine fish genus Pseudanthias (Perciformes: Serranidae) of the western Indian Ocean, with description of a new species and a key to the species. aqua, International Journal of Ichthy, Vol. 18, No. 3, Juli 2012, PDF
3. ↑  Pieter Bleeker (1871): Atlas ichthyologique des Indes Orientales Néêrlandaises, publié sous les auspices du Gouvernement colonial néêrlandais. Tome VII. Percoides I, Priacanthiformes, Serraniformes, Grammisteiformes, Percaeformes, Datniaeformes. V. 7: 1–126, Pls. 279–320.
4. 1 2  Anthony C. Gill. (2022). Revised definitions of the anthiadine fish genera Mirolabrichthys Herre and Nemanthias Smith, with description of a new genus (Teleostei: Serranidae). Zootaxa, 5092(1), 41–66. doi: 10.11646/zootaxa.5092.1.2
5. 1 2  Anthony C. Gill, Pogonoski, J.J., Johnson, J.W. & Tea, Y.-K. (2021): Three new species of Australian anthiadine fishes, with comments on the monophyly of Pseudanthias Bleeker (Teleostei: Serranidae). Zootaxa, 4996 (1): 49-82. DOI: 10.11646/zootaxa.4996.1.2
6. ↑  Pseudanthias auf Fishbase.org (englisch)
7. ↑  Bart Shepherd, Hudson T. Pinheiro, Tyler A. Y. Phelps, Alejandro Pérez-Matus, Luiz A. Rocha: Pseudanthias hangapiko, a new anthiadine serranid (Teleostei, Serranidae, Anthiadinae) from Rapa Nui (Easter Island). ZooKeys 1054: 1-13. doi: 10.3897/zookeys.1054.64508